# Pieter Droogleever Fortuyn

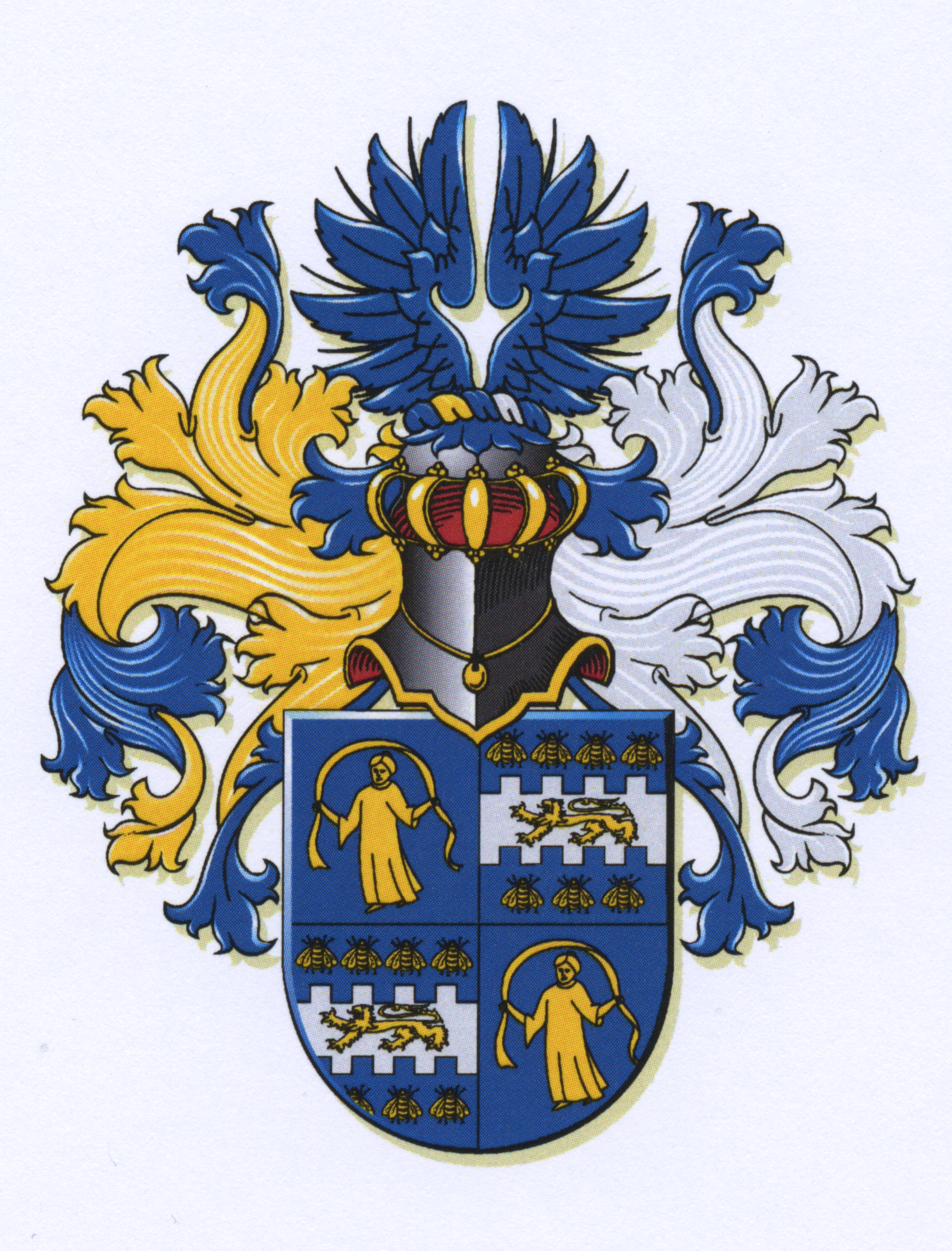
Het familiewapen van de familie Droogleever Fortuyn

Pieter Droogleever Fortuyn (Rotterdam, 28 december 1868 - 's-Gravenhage, 6 september 1938) was een welgestelde Rotterdamse zakenman en liberaal gemeentebestuurder uit een oud patriciërsgeslacht, in de eerste helft van de twintigste eeuw.
(Zijn naam werd bij beschikking van de Arrondissementsrechtbank te Rotterdam van 28 juni 1912 veranderd van 'Droogleever Fortuijn' in 'Droogleever Fortuyn'.)
Na het gymnasium volgde een rechtenstudie te Leiden, die in 1894 afgesloten werd met het proefschrift: 'Eenige beschouwingen over het vermogen der firma'. Na advocaat en bankdirecteur te zijn geweest werd hij wethouder van volkshuisvesting van Den Haag. In die functie maakte hij zich onder meer sterk voor de aanleg van het Zuiderpark. Hij werd in 1925 Tweede Kamerlid en in 1928 volgde hij de plotseling overleden Johannes Wytema op als burgemeester van Rotterdam. Tegelijkertijd zat hij ook drie jaar, tot zijn overlijden in 1938, in de Eerste Kamer, een combinatie van functies die tot in de zestiger jaren van de twintigste eeuw niet ongebruikelijk was.
Zowel in Den Haag als Rotterdam werd hij door politieke tegenstanders zeer gerespecteerd. Als VNG-voorzitter was hij een krachtig strijder voor gemeentelijke autonomie.
Droogleever Fortuyn was voetballiefhebber en oud-bondsbestuurder: In zijn jonge jaren had hij als speler en bestuurder veel gedaan voor het Rotterdamse RC & FC Concordia, en van daaruit had hij toen tot de oprichters behoord van wat later de Koninklijke Nederlandse Voetbalbond (KNVB) zou worden; hij zou van die organisatie ten slotte zelfs erelid worden.
In 1937 verrichtte hij de aftrap voor de eerste wedstrijd in de Kuip, nadat hij in 1925 ook al met een aftrap het Zuiderparkstadion in gebruik had gesteld. Het Droogleever Fortuynplein, aan de noordzijde van de Maastunnel, is naar hem vernoemd, net als de mr. P. Droogleever Fortuynweg in het Haagse Zuiderpark. Hieraan gelegen zijn een politiebureau, bowlingbaan en zwembad.

## Loopbaan
- advocaat en procureur te 's-Gravenhage, van 1894 tot 1913
- directeur Stedelijke Hypotheekbank te 's-Gravenhage, van 1898 tot 1925
- lid gemeenteraad van 's-Gravenhage, van 3 september 1912 tot 15 oktober 1928
- wethouder (van financiën en crisis- en distributie-aangelegenheden) van 's-Gravenhage, van 2 september 1913 tot 2 september 1919
- wethouder (van openbare werken en volkshuisvesting) van 's-Gravenhage, van 2 september 1919 tot 16 juli 1923
- lid Tweede Kamer der Staten-Generaal, van 15 september 1925 tot 17 september 1929
- burgemeester van Rotterdam, van 15 oktober 1928 tot 6 september 1938
- lid Eerste Kamer der Staten-Generaal, van 20 september 1932 tot 6 september 1938.

## Partijpolitieke functies
- vicevoorzitter Vrijheidsbond, van 1927 tot 1933

## Nevenfuncties
- voorzitter bestuur Rotterdamse voetbal- en cricketvereniging "Concordia"
- lid bestuur Nederlandse Voetbal- en Athletiekvereniging, van 1889 tot 1891 (voorloper van de (K.)N.V.B.)
- secretaris Nederlandsche Voetbalbond (NVB), van 1891 tot 1892
- voorzitter NVB, van 1892 tot 1893
- rechter-plaatsvervanger Arrondissementsrechtbank te 's-Gravenhage, van 10 juni 1905 tot mei 1928
- lid Raad van Commissarissen Transatlantische Hypotheekbank
- lid commissie uit de Volkenbond om het conflict tussen Griekenland en Bulgarije te beslechten, 1925
- regeringscommissaris Bank van Nederlandsche Gemeenten
- lid erecomité nationale en internationale zangwedstrijd "Liedertafel Crescendo" te 's-Gravenhage, 1928
- lid College van Curatoren Nederlandsche Handels-Hoogeschool te Rotterdam, van 1928 tot 6 september 1938
- lid Raad van Defensie, vanaf 4 december 1929 (nog in 1933)
- voorzitter Vereniging van Nederlandse Gemeenten (VNG), van juni 1932 tot 6 september 1938

## Gedelegeerde commissies
- lid Centrale Afdeling (Tweede Kamer der Staten-Generaal), van januari 1927 tot mei 1927 (voorzitter vierde afdeling)
- lid vaste commissie voor Openbare Werken en Verkeers- en Vervoersaangelegenheden (Tweede Kamer der Staten-Generaal)

## Opleiding
- Erasmiaansch Gymnasium te Rotterdam
- rechtsgeleerdheid (gepromoveerd op dissertatie) Rijksuniversiteit Leiden, van 22 september 1887 tot 19 maart 1894

## Activiteiten als parlementariër
- Sprak in de Tweede Kamer onder meer over onderwerpen op het terrein van de koloniën (met name Suriname), justitie, verkeer en van de omroep
- Hield zich in de Eerste Kamer onder meer bezig met justitie, binnenlandse zaken, financiën,
- Als wethouder van openbare werken en volkshuisvesting bevorderde hij woningbouw in onder meer Duindorp en Spoorwijk, was hij verantwoordelijk voor de aanleg van een verbindingsweg tussen de stations Hollands Spoor en Staatsspoor en voor verbreding van de Rijswijkseweg.
- Als burgemeester zette hij zich met name in voor de belangen van de Rotterdamse haven, waarvan de positie door de economische wereldcrisis ernstig werd bedreigd. Ook maakte hij zich sterk voor de aanleg van de Maastunnel.
- Als voetballiefhebber was hij altijd aanwezig op de tribune bij belangrijke wedstrijden
- Had zich als wethouder van Den Haag ingespannen voor de aanleg van het Zuiderpark. Daarom besloot de gemeenteraad de straat die door het park loopt te noemen: mr. P. Drooglever Fortuynweg. Burgemeester Patijn maakte bezwaar tegen de vernoeming naar een levend persoon, omdat in Groningen twee personen kort nadat een straat naar hen was vernoemd, waren overleden. De raad stelde desondanks op 4 juli 1938 de straatnaam vast. Droogleever Fortuyn overleed twee maanden later.

## Onderscheidingen
- Ridder in de Orde van de Nederlandse Leeuw, 30 augustus 1929
- Commandeur in de Orde van Oranje-Nassau
- Medaille ter herinnering aan het huwelijk van Prinses Juliana en Prins Bernhard

## Publicaties
- "Eenige beschouwingen over het vermogen der firma" (dissertatie, 1894)
- "De grond- en woningpolitiek der gemeente 's-Gravenhage" (1922)
- "Het organisme eener groote stad" (1922)
- preadviezen Vereniging voor Staathuishoudkunde en voor de Statistiek
- preadviezen Vereniging van gemeente-accountants